# Ulrich Seelbach
Ulrich Seelbach (* 23. Oktober 1952 in Gießen) ist ein deutscher Frühneuzeitforscher, Mediävist und emeritierter Hochschullehrer.

## Herkunft und Werdegang
Seelbach studierte Philosophie, Germanistik, Politologie und Romanistik an den Universitäten Gießen und Berlin u. a. bei Odo Marquard, Hans-Jörg Sandkühler, Niels Kadritzke, Wolfgang Fritz Haug und Helmut Lethen. Er wurde 1984 als Stipendiat der Studienstiftung des deutschen Volkes mit einer Arbeit über Wernher den Gartenaere (13. Jh.) bei Wolfgang Dittmann promoviert. Seit 1981 lehrte er an der Freien Universität Berlin am Germanistischen Institut. Von 1985 bis 1993 hatte er eine Stelle als wissenschaftlicher Mitarbeiter in Berlin an der Forschungsstelle für  Mittlere deutsche Literatur  (Leiter:  Hans-Gert Roloff) inne. Von 1994 bis 1996 folgten ein Habilitationsstipendium und 1997 die Habilitation in Deutscher Philologie mit der Arbeit „Ludus lectoris. Studien zum idealen Leser Johann Fischarts“. Nach Professur-Vertretungen in Osnabrück (1998–1999) und der Umhabilitation an die Universität Osnabrück wurde er dort 2003 zum außerplanmäßigen Professor ernannt. Von 2002 bis 2019 lehrte er an der Universität Bielefeld auf dem Gebiet der Germanistischen Mediävistik und Historischen Sprachwissenschaft. Seit 1999 war er Mitherausgeber, von 2015 bis 2019 Chefredakteur der Zeitschrift Daphnis und der Beihefte-Reihe Chloe.

## Forschungsschwerpunkte
Schwerpunkte Seelbachs sind die editorische und kommentierende Erschließung der Literatur des Mittelalters, der Frühen Neuzeit und der Barockliteratur, vor allem in Schlesien. Darüber hinaus erforscht er die hoch- und niederdeutschen Schreibsprachen im Mittelalter und das Mittelniederdeutsche, mit dem Schwerpunkt Literatur und Sprache Westfalens. Insbesondere hat er zahlreiche Publikationen den Autoren  Wernher der Gartenaere, Johann Fischart, Friedrich von Logau, Daniel Czepko und den deutschen Sprachgesellschaften des Barock gewidmet.

## Schriften (Auswahl)
- Arbeiter-, Soldaten- und Bauernräte im Kreis Gießen. Gießen 1983.
- Späthöfische Literatur und ihre Rezeption im späten Mittelalter. Studien zum Publikum des 'Helmbrecht' von Wernher dem Gartenaere. Berlin 1987.
- Kommentar zum „Helmbrecht“ von Wernher dem Gartenaere. Kümmerle Verlag, Göppingen 1987 (= Göppinger Arbeiten zur Germanistik. Band 469), ISBN 3-87452-704-2.
- Ludus lectoris. Studien zum idealen Leser Johann Fischarts. Heidelberg 2000.
- Katalog der deutschsprachigen mittelalterlichen  Handschriften der Universitätsbibliothek Gießen. 2012. Online-Katalog.

### Editionen
- Die Erzehlungen aus den mittlern Zeiten. Die erste deutsche Übersetzung des „Novellino“ aus den Kreisen der Fruchtbringenden Gesellschaft und der Tugentlichen Gesellschaft. Stuttgart 1985.
- Wernher der Gartenaere: Helmbrecht. Eingeführt und ins Englische übersetzt von Linda B. Parshall. Deutsch von Ulrich Seelbach. Garland, New York / London 1987.
- Daniel Czepko. Sämtliche Werke. 6 Bände. Unter Mitarbeit von Ulrich Seelbach hrsg. von Hans-Gert Roloff und Marian Szyrocki. Berlin / New York 1988–1996.
- Friedrich von Logau. Reimensprüche und andere Werke in Einzeldrucken. Tübingen 1992.
- Florent et Lyon. Wilhelm Salzmann: Kaiser Oktavian. Hrsg. von Xenja von Ertzdorff und Ulrich Seelbach unter Mitarbeit von Christina Wolf. Amsterdam 1993.
- Nicolaus Avancini S.J.: Pietas victrix – Der Sieg der Pietas. Hrsg., übersetzt, eingeleitet und mit Anmerkungen versehen von Lothar Mundt und Ulrich Seelbach. Tübingen 2002.
- Johann Fischart. Sämtliche Werke. Band I-III. Bearbeitet von Ulrich Seelbach. Bern / Stuttgart-Bad Cannstatt 1993–2012.
- Wirnt von Grafenberg: Wigalois. Text der Ausgabe von J.M.N. Kapteyn, übersetzt, erläutert und mit einem Nachwort versehen von Sabine Seelbach und Ulrich Seelbach. Berlin / New York 2005; 2., überarbeitete Auflage ebenda 2014.
- Johann Christian Hallmann. Sämtliche Werke. Band 4 und 5. Hrsg. von Ulrich Seelbach. De Gruyter, Berlin 2021.

### Herausgaben
- Daphnis. Zeitschrift für Mittlere deutsche Literatur und Kultur der Frühen Neuzeit. (bis 2019)
- Chloe. Beihefte zum Daphnis
- Probleme der Edition von Texten der Frühen Neuzeit. Beiträge zur Arbeitstagung der Kommission für die Edition von Texten der Frühen Neuzeit. Hrsg. von Lothar Mundt, Hans-Gert Roloff und Ulrich Seelbach. Tübingen 1992.